# Piet Heynsplein

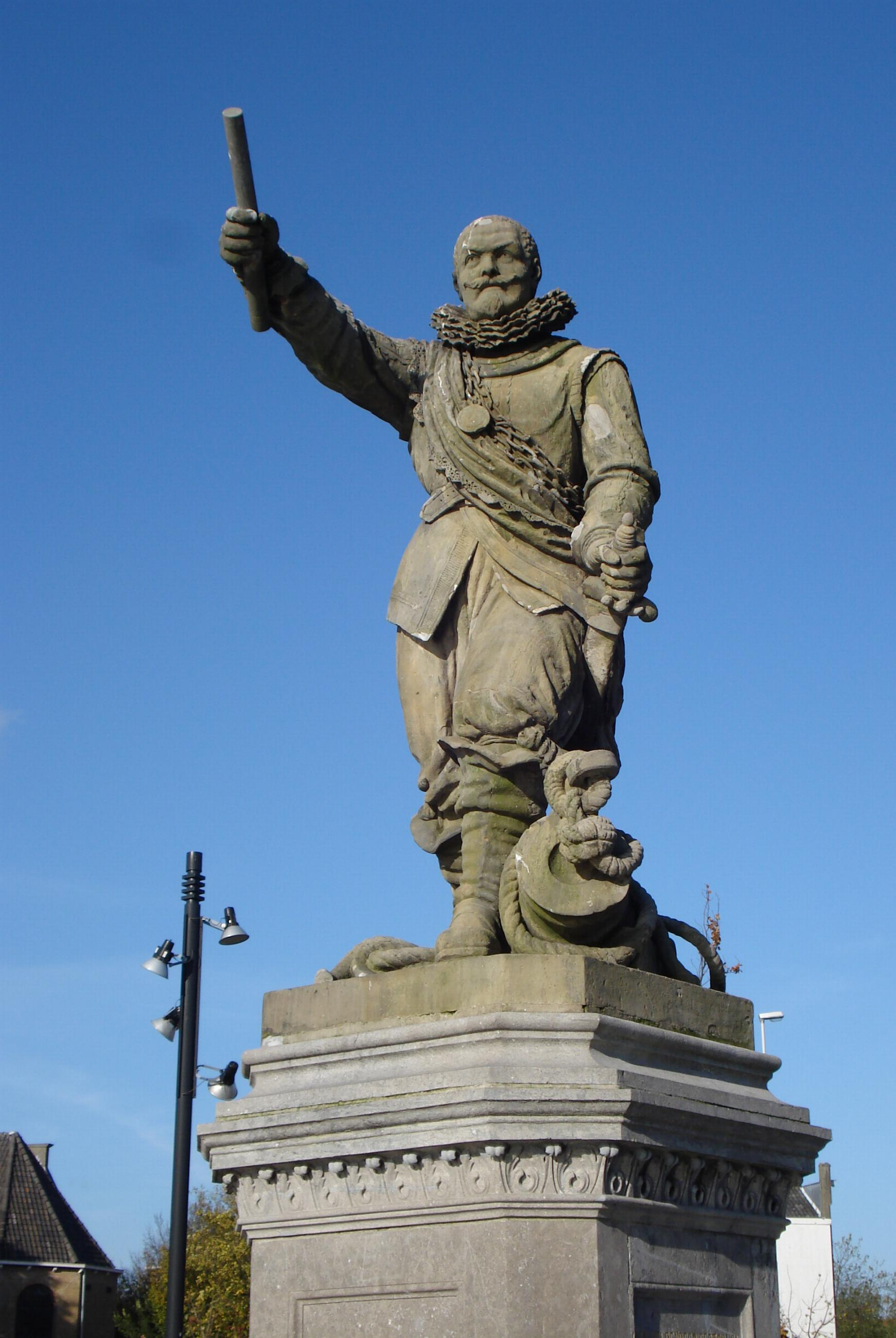
Standbeeld van Piet Hein op het Piet Heynsplein

Het Piet Heynsplein is een plein in Rotterdam, waar het standbeeld van de bekende Nederlandse kaper Piet Hein staat.
Het Piet Heynsplein ligt in de Rotterdamse deelgemeente Delfshaven, in het gebied dat men Historisch Delfshaven noemt. Het plein ligt aan de Havenstraat en grenst aan de Achterhaven en de Piet Heynstraat, die vroeger de Kerkstraat heette. In de Piet Heynstraat werd op 25 november 1577 de Nederlandse kaper en latere schout-bij-nacht Piet Hein geboren.
In 1870 werd in aanwezigheid van koning Willem III het standbeeld van Piet Hein onthuld, gemaakt door beeldhouwer Joseph Graven. In 1973 werd het beeld op de lijst van rijksmonumenten geplaatst.
Voor 1965 was het Piet Heynsplein een plein aan de noordzijde van de Achterhaven. In het kader van de Deltawerken is een verbinding gegraven tussen de Achterhaven en de Coolhaven, waardoor het Piet Heynsplein grotendeels is verdwenen.

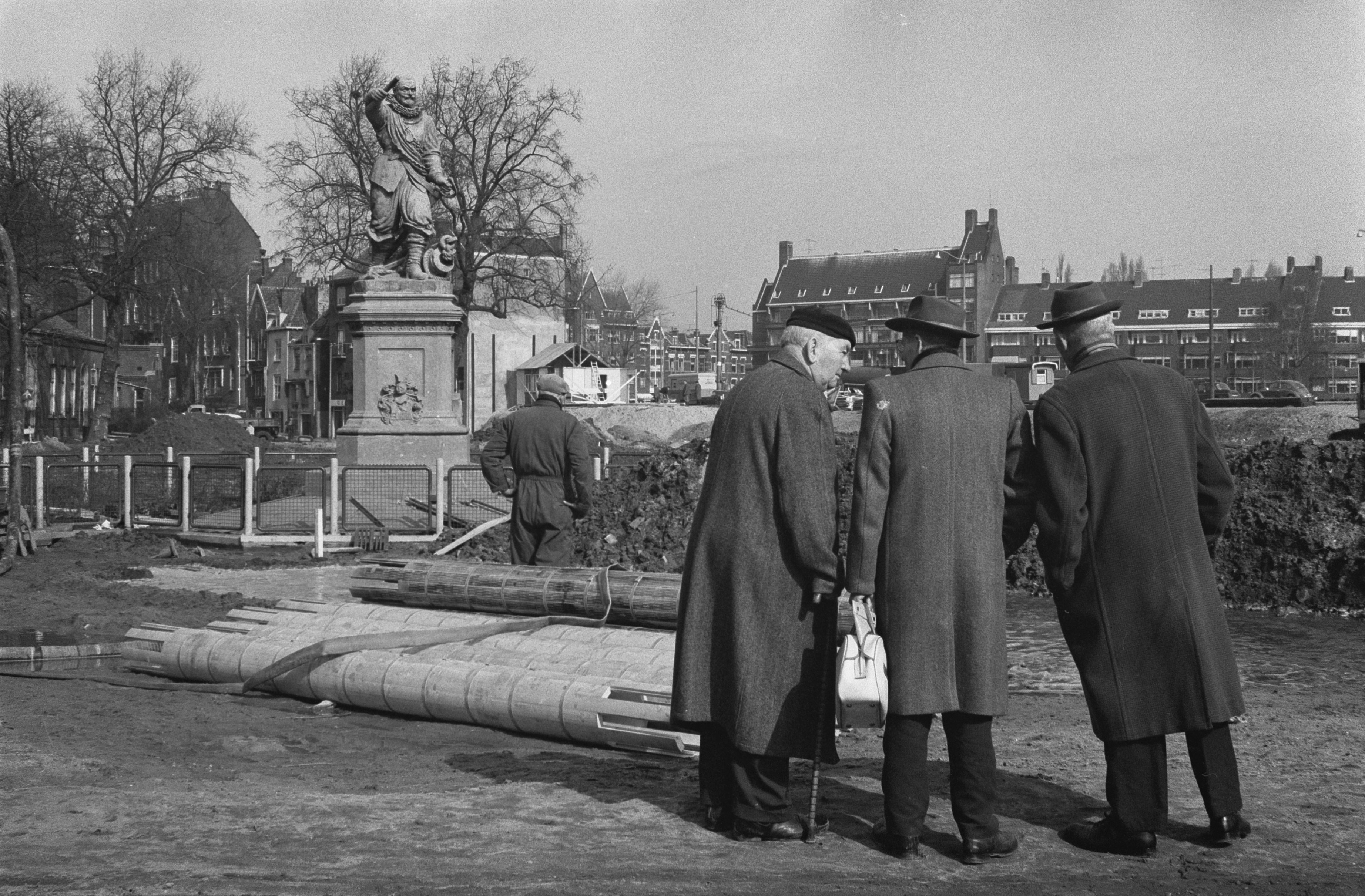
Verhuizing standbeeld Piet Heyn 1963 t.b.v. de aanleg van de Achterhavenbrug
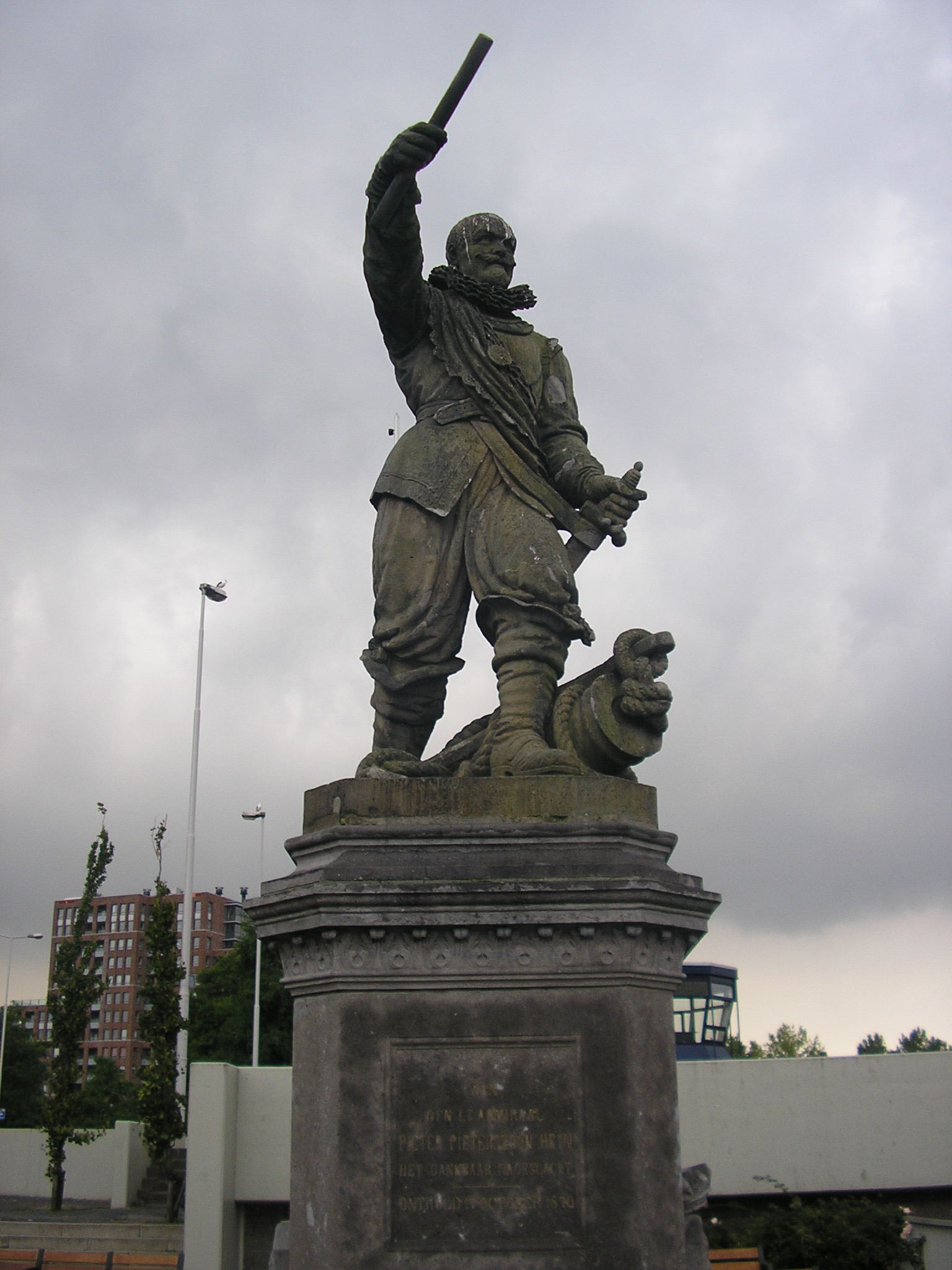
Standbeeld van Piet Heyn

Aelbrechtskade ·
Beukelsdijk ·
G.J. de Jonghweg ·
's-Gravendijkwal ·
Havenstraat ·
Henegouwerlaan ·
Keilestraat ·
Keileweg ·
Marconiplein ·
Mathenesserlaan ·
Mathenesserplein ·
Müllerpier ·
Nieuwe Binnenweg ·
Piet Heynsplein ·
Piet Heynstraat ·
Puntegaalstraat ·
Rochussenstraat ·
Schiedamseweg ·
Vierhavensstraat ·
Westzeedijk